# Эффект Коанда

Эффект Коанда

Эффект Коа́нда (эффе́кт Коа́ндэ, иногда — эффе́кт ча́йника) — физическое явление, названное в честь румынского учёного Анри Коандэ (название предложил его французский коллега Альбер Метраль). Коандэ в 1932 году обнаружил, что струя жидкости, вытекающая из сопла, стремится отклониться по направлению к стенке и при определенных условиях прилипает к ней. Это объясняется тем, что боковая стенка препятствует свободному поступлению воздуха с одной стороны струи, создавая вихрь в зоне пониженного давления. Аналогично и поведение струи газа. На основе этого эффекта строится одна из ветвей пневмоники (струйной автоматики).

## Описание
Струя воздуха может быть либо свободной (ограниченной окружающим воздухом), либо ограниченной (стеснённой, ограниченной препятствиями со всех сторон), либо настилающей. Если пренебречь вязкостью, то на границе струи скорость воздуха должна быть нулевой. Для расчётов за границу струи обычно берут поверхность, где скорость равна 0,2 м/с.
Настилающая струя — это полуограниченная струя, и она всегда развивается только вдоль поверхности ограждения. Дальность распространения настилающей струи увеличивается приблизительно в 1,2 раза по сравнению со стеснённой струёй. То есть струя, которая настилается на потолок или любую другую поверхность, имеет большую дальнобойность при остальных одинаковых условиях, чем струя ненастилающаяся.
Этот эффект создаётся за счёт зоны пониженного давления возле поверхности (струя прилипает к поверхности и движется по ней).

## Применение
Этот эффект применяют в кондиционерах для создания эффекта прилипшей к потолку струи воздуха для лучшего циркулирования воздуха в помещении.

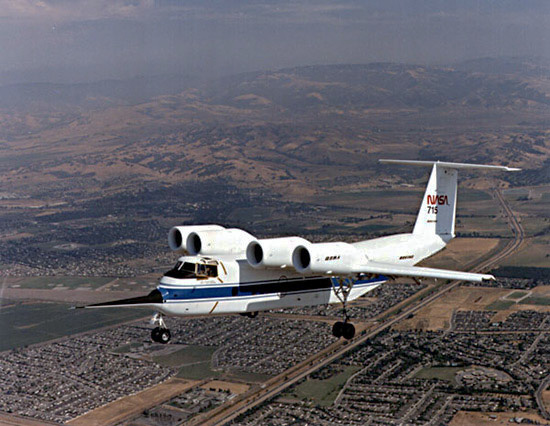
Экспериментальный самолёт QSRA

С 1940 по 1970 в США проводились эксперименты с применением эффекта Коанда в создании летательных аппаратов.
Эффект Коанда применяется в технологии NOTAR (англ.  No Tail Rotor — «без хвостового винта») — системе управления вертолётом по рысканью, применяемой вместо рулевого винта. Технология разработана фирмой «Макдоннел Дуглас» и используется на ряде вертолётов её разработки — MD 500 и его модификаций.
С использованием эффекта Коанда для увеличения подъёмной силы крыла, за счёт его обдува реактивной струёй от двигателя самолёта, было построено несколько типов самолётов, таких, как советские военно-транспортные самолёты с укороченным взлётом и посадкой Ан-72 и Ан-74, американские экспериментальный QSRA и опытный военно-транспортный Boeing YC-14, а также самолёт летающая лаборатория NAL Asuka, созданный на базе самолёта Kawasaki C-1.
В 2012 году данный эффект стал применяться в Формуле-1.
Эффект также проявляется в феномене «танцующего яйца».
Эффект используется в насадке для разглаживания непослушных волос фена Dyson supersonic.